# Claudio Molinari
Claudio Molinari (Riva del Garda, 12 luglio 1956) è un politico italiano di centro-sinistra, eletto senatore nel 2006 e nel 2008.

## Biografia
È stato consigliere e assessore del comune di Riva del Garda dal 1990 al 1993, poi sindaco dal 1993 al 1998. Alle elezioni amministrative del 1995 è stato riconfermato ottenendo prima il 48% (con il sostegno della Lega e degli autonomisti), poi il 74,18% al ballottaggio.
Dal 1998 al 2003 è stato consigliere provinciale e regionale per la Civica Margherita. È stato assessore provinciale all'istruzione, formazione professionale e cultura.
È stato rieletto sindaco di Riva del Garda l'8 maggio 2005 con il 53,70% dei voti, ed ha affermato di non avere intenzione di lasciare la carica prima della naturale scadenza del mandato, nel 2010.
Nel 2006 è stato eletto senatore nel collegio di Rovereto. È stato rieletto nel 2008 con il 40,204 % dei voti con il simbolo "SVP-Insieme per le autonomie", legato al Partito Democratico del quale è stato l'unico senatore ad essere eletto in Trentino. Nel pomeriggio del 22 febbraio 2011 decide di passare anche lui dopo Emanuela Baio ad Alleanza per l'Italia - uscita dal PD dovuta, come per molti, al cambiamento repentino iniziato con la segreteria Franceschini. Molti denunciarono le manovre dalemiane e bersaniane..